# GEOS (Wertpapierabwicklung)
GEOS (Globales Effekten Online System) ist ein IT-Abwicklungs- und Verwaltungssystem von Wertpapieren mit Schwerpunkt auf Straight Through Processing (STP). Die Hauptkomponenten von GEOS (Verwaltung von Finanzinstrumenten und Aufträgen sowie Positionsführung) dienen unter anderem für die Verarbeitung von Wertpapierorders, für Wertpapier-Clearing und Settlement und zur Verarbeitung von Corporate Actions (z. B. Zahlung einer Dividende).
Hersteller von GEOS ist Software Daten Service (SDS) mit Firmensitz in Wien im T-Center, ein 100%iges Tochterunternehmen von T-Systems.
Zu den Kunden zählen unter anderem HSBC Trinkaus, Raiffeisen Österreich, Bank Austria, BAWAG P.S.K., UniCredit Group, UniCredit Ţiriac Bank in Rumänien und die Banque et Caisse d’Epargne de l’Etat in Luxemburg. In Österreich wird der Wertpapierabwicklungsmarkt zu etwa 80 % von GEOS abgedeckt (Stand: 2009).

## Geschichte
Hervorgegangen ist GEOS aus der Software EOS ("Effekten Online System"), die in den 1980er Jahren von der österreichischen Schoellerbank entwickelt und nach Gründung des Unternehmens SDS auch an andere Banken angeboten wurde. Die Entwicklung von GEOS begann 1993, 1998 wurde das System erstmals von einer Bank in Betrieb genommen.